# سنجش میزان محبوبیت زبان برنامه‌نویسی
سنجش میزان محبوبیت زبان برنامه‌نویسی (انگلیسی: Measuring programming language popularity) تعیین اینکه کدام زبانهای برنامه‌نویسی «بیشتر مورد استفاده» قرار می‌گیرند دشوار است زیرا معنی این اصطلاح بر اساس زمینه متفاوت است. ممکن است یک زبان بیشترین ساعت برنامه‌نویسی را اشغال کند، دیگری ممکن است بیشترین خط کد را داشته باشد، زبان سوم ممکن است از بیشترین زمان CPU استفاده کند و غیره. برخی از زبانها برای انواع خاصی از برنامه‌ها بسیار محبوب هستند: به عنوان مثال، پایتون برای یادگیری ماشین، جاوا برای توسعه سرور بک اند، C در برنامه‌های جاسازی شده و سیستم عامل‌ها. جاوا اسکریپت در توسعه وب و زبان‌های دیگر برای بسیاری از انواع برنامه‌ها.

## روش‌ها
روش‌های مختلفی برای نشان دادن محبوبیت یک زبان پیشنهاد شده‌است، هر کدام دارای سوگیری متفاوتی نسبت به میزان اندازه‌گیری شده هستند. این شمارش شامل تعدادی از موارد زیر است:
- آگهی‌های شغلی که به زبان اشاره می‌کند.[۱]
- در مواردی که در جستجوهای وب از زبان استفاده می‌شود، مانند Google Trends
- کتابهایی فروخته می‌شوند که زبان را آموزش می‌دهند یا توصیف می‌کنند[۲][۳]
- برآورد خطوط کد نوشته شده به زبان - (که ممکن است زبانهایی را که اغلب در جستجوهای عمومی یافت نمی‌شوند دست کم بگیرند)
- اشاره به زبان یافت شده با استفاده از موتور جستجوی وب[۴]
- پروژه‌های ایجاد شده با زبان در SourceForge[۵][۶] و GitHub[۷]
- ارسال در گروه‌های خبری Usenet در مورد زبان[۸]
- خطوط منبع را برای پروژه‌های منبع باز در زبان Open Hub متعهد یا تغییر می‌دهد[۹]
- دوره‌های آموزشی در زمینه زبان که توسط برنامه‌نویسی bootcamps فروخته می‌شود[۱۰]
- دانش آموزان در کلاس‌های برنامه‌نویسی آموزش زبان در سراسر جهان ثبت نام کردند[۱۰]
- ویدئوهای روی زبان در YouTube[۱۰]
- ارسال در Reddit یا Stack Exchange در مورد زبان[۱۰]